# Grand Prix-wegrace van Frankrijk 1964
De Grand Prix-wegrace van Frankrijk 1964 was de derde Grand Prix van het wereldkampioenschap wegrace voor motorfietsen in het seizoen 1964. De races werden verreden op 17 mei op het Circuit de Charade nabij Clermont-Ferrand. In deze Grand Prix kwamen de 250cc-, de 125cc-, de 50cc- en de zijspanklasse aan de start.

## Algemeen
De Franse Grand Prix werd bezocht door 40.000 toeschouwers. Nog voor de races begonnen werd Tommy Robb door Honda vervangen door Ralph Bryans en na de races volgde het ontslag van Kunimitsu Takahashi. Alle racewinnaars reden tevens de snelste ronde.

## 250cc-klasse
Phil Read won zijn eerste wedstrijd met de nieuwe Yamaha RD 56 met zeven versnellingen, voor Luigi Taveri met de Honda RC 164 en Bert Schneider die een van de weinige redelijke resultaten voor de Suzuki RZ 64 behaalde. Honda-coureur Jim Redman viel uit en Benelli-rijder Tarquinio Provini kon niet starten na een fout in de trainingen.

### Uitslag 250cc-klasse
| Pos | Coureur        | Merk   | Tijd      | Pnt |
| --- | -------------- | ------ | --------- | --- |
| 1   | Phil Read      | Yamaha | 1:03"46'2 | 8   |
| 2   | Luigi Taveri   | Honda  | +1'41'2   | 6   |
| 3   | Bert Schneider | Suzuki | +2'57'1   | 4   |
| 4   | Bruce Beale    | Honda  | +1 ronde  | 3   |
| 5   | Ernst Weiss    | Honda  | +2 ronden | 2   |
| 6   | Roger Mailles  | Morini | +2 ronden | 1   |

### Niet gestart
| Coureur           | Merk    | Oorzaak  |
| ----------------- | ------- | -------- |
| Ralph Bryans      | Honda   | [ 1 ]    |
| Tarquinio Provini | Benelli | Blessure |

### Niet gefinisht
| Coureur       | Merk   | Oorzaak |
| ------------- | ------ | ------- |
| Hugh Anderson | Suzuki |         |
| Jim Redman    | Honda  |         |

### Niet deelgenomen
| Coureur        | Merk    | Oorzaak |
| -------------- | ------- | ------- |
| Ron Grant      | Parilla | [ 3 ]   |
| Tommy Robb     | Honda   | [ 4 ]   |
| Bo Gehring     | Bultaco | [ 3 ]   |
| Douglas Brown  | Ducati  | [ 3 ]   |
| George Rockett | Ducati  | [ 3 ]   |

### Onbekend[5]
| Coureur          | Merk      |
| ---------------- | --------- |
| Mike Duff        | Yamaha    |
| Stanislav Malina | CZ        |
| Wolfgang Gast    | MZ        |
| Jorge Sirera     | Montesa   |
| Alan Shepherd    | MZ        |
| Clive Hunt       | Aermacchi |
| Joe Dunphy       | Greeves   |
| Mike Hailwood    | MZ        |
| Roy Boughey      | Yamaha    |
| Alberto Pagani   | Paton     |
| Giacomo Agostini | Morini    |
| Gilberto Milani  | Aermacchi |
| Hiroshi Hasegawa | Yamaha    |
| Isamu Kasuya     | Honda     |

### Top tien tussenstand 250cc-klasse
| Pos | Coureur           | Merk    | Pnt |
| --- | ----------------- | ------- | --- |
| 1   | Phil Read         | Yamaha  | 12  |
| 2   | Tarquinio Provini | Benelli | 8   |
| 2   | Alan Shepherd     | MZ      | 8   |
| 4   | Ron Grant         | Parilla | 6   |
| 4   | Jim Redman        | Honda   | 6   |
| 4   | Luigi Taveri      | Honda   | 6   |
| 7   | Bo Gehring        | Bultaco | 4   |
| 7   | Bert Schneider    | Suzuki  | 4   |
| 9   | Isamu Kasuya      | Honda   | 3   |
| 9   | George Rockett    | Ducati  | 3   |
| 9   | Bruce Beale       | Honda   | 3   |

## 125cc-klasse
WK-leider Hugh Anderson (Suzuki) viel uit, net als Honda-rijder Jim Redman. Luigi Taveri (Honda) won zijn tweede race voor Bert Schneider (Suzuki) en Frank Perris (Suzuki). Kunimitsu Takahashi werd vierde, maar het was zijn laatste race. Hij werd door Honda ontslagen.
| Pos | Coureur              | Merk    | Tijd     | Pnt |
| --- | -------------------- | ------- | -------- | --- |
| 1   | Luigi Taveri         | Honda   | 53"17'6  | 8   |
| 2   | Bert Schneider       | Suzuki  | +21'1    | 6   |
| 3   | Frank Perris         | Suzuki  | +49'3    | 4   |
| 4   | Kunimitsu Takahashi  | Honda   | +1"13'9  | 3   |
| 5   | Jean-Pierre Beltoise | Bultaco | +3"54'2  | 2   |
| 6   | Roland Föll          | Honda   | +4"17'8  | 1   |
| 7   | Chris Vincent        | Honda   | +1 ronde |     |
| 8   | Jack Ahearn          | Honda   |          |     |

| Coureur       | Merk   | Oorzaak |
| ------------- | ------ | ------- |
| Hugh Anderson | Suzuki |         |
| Jim Redman    | Honda  |         |

| Coureur      | Merk   | Oorzaak  |
| ------------ | ------ | -------- |
| Ernst Degner | Suzuki | Blessure |
| Ralph Bryans | Honda  | [ 1 ]    |

| Coureur             | Merk    |
| ------------------- | ------- |
| Stanislav Malina    | CZ      |
| Dieter Krumpholz    | MZ      |
| Friedhelm Kohlar    | MZ      |
| Heinz Rosner        | MZ      |
| Klaus Enderlein     | MZ      |
| Peter Eser          | Honda   |
| Richard Thomas      | Honda   |
| Walter Scheimann    | Honda   |
| Ramón Torras        | Bultaco |
| Gary Dickinson      | Honda   |
| Phil Read           | Yamaha  |
| Rex Avery           | EMC     |
| Akiyasu Motohashi   | Yamaha  |
| Hironori Matsushima | Yamaha  |
| Isao Morishita      | Suzuki  |
| Mitsuo Itoh         | Suzuki  |
| Teisuke Tanaka      | Suzuki  |
| Yoshimi Katayama    | Suzuki  |
| Bruce Beale         | Honda   |

### Top tien tussenstand 125cc-klasse
| Pos | Coureur              | Merk    | Pnt |
| --- | -------------------- | ------- | --- |
| 1   | Luigi Taveri         | Honda   | 16  |
| 2   | Bert Schneider       | Suzuki  | 13  |
| 3   | Hugh Anderson        | Suzuki  | 10  |
| 4   | Mitsuo Itoh          | Suzuki  | 6   |
| 4   | Jim Redman           | Honda   | 6   |
| 6   | Rex Avery            | EMC     | 4   |
| 6   | Jean-Pierre Beltoise | Bultaco | 4   |
| 6   | Frank Perris         | Suzuki  | 4   |
| 9   | Isao Morishita       | Suzuki  | 3   |
| 9   | Kunimitsu Takahashi  | Honda   | 3   |

## 50cc-klasse
Tarquinio Provini kreeg een fabrieks-Kreidler, maar hij kon niet wennen aan de twaalf versnellingen en werd slechts zesde. Hugh Anderson won opnieuw met de Suzuki RM 64 voor Hans Georg Anscheidt (Kreidler) en Jean-Pierre Beltoise (Kreidler). De Honda RC 113 viel erg tegen: Ralph Bryans viel uit en Isao Morishita werd slechts vijfde.
| Pos | Coureur              | Merk     | Tijd    | Pnt |
| --- | -------------------- | -------- | ------- | --- |
| 1   | Hugh Anderson        | Suzuki   | 36"31'0 | 8   |
| 2   | Hans Georg Anscheidt | Kreidler | +27'8   | 6   |
| 3   | Jean-Pierre Beltoise | Kreidler |         | 4   |
| 4   | José Maria Busquets  | Derbi    |         | 3   |
| 5   | Isao Morishita       | Honda    |         | 2   |
| 6   | Tarquinio Provini    | Kreidler |         | 1   |

| Coureur      | Merk  | Oorzaak |
| ------------ | ----- | ------- |
| Ralph Bryans | Honda |         |

| Coureur   | Merk   | Oorzaak |
| --------- | ------ | ------- |
| Lee Allen | Ducati | [ 3 ]   |

| Coureur              | Merk     |
| -------------------- | -------- |
| Luigi Taveri         | Kreidler |
| Albert Beirle        | Kreidler |
| Peter Eser           | Honda    |
| Rudolf Kunz          | Kreidler |
| Ángel Nieto          | Derbi    |
| Jean-Pierre Beltoise | Kreidler |
| Charlie Mates        | Honda    |
| Mitsuo Itoh          | Suzuki   |
| Naomi Taniguchi      | Honda    |
| Cees van Dongen      | Kreidler |

### Top tien tussenstand 50cc-klasse
| Pos | Coureur              | Merk     | Pnt |
| --- | -------------------- | -------- | --- |
| 1   | Hugh Anderson        | Suzuki   | 22  |
| 2   | Hans Georg Anscheidt | Kreidler | 17  |
| 3   | Isao Morishita       | Suzuki   | 11  |
| 4   | Mitsuo Itoh          | Suzuki   | 8   |
| 5   | Jean-Pierre Beltoise | Kreidler | 6   |
| 6   | José Maria Busquets  | Derbi    | 3   |
| 7   | Ángel Nieto          | Derbi    | 2   |
| 8   | Lee Allen            | Ducati   | 1   |
| 8   | Luigi Taveri         | Kreidler | 1   |
| 8   | Tarquinio Provini    | Kreidler | 1   |

## Zijspanklasse
| Pos | Coureur           | Bakkenist          | Merk | Tijd    | Pnt |
| --- | ----------------- | ------------------ | ---- | ------- | --- |
| 1   | Fritz Scheidegger | John Robinson      | BMW  | 57"42'4 | 8   |
| 2   | Max Deubel        | Emil Hörner        | BMW  | +3'5    | 6   |
| 3   | Georg Auerbacher  | Beno Heim          | BMW  |         | 4   |
| 4   | Colin Seeley      | Wally Rawlings     | FCS  |         | 3   |
| 5   | Arsenius Butscher | Wolfgang Kalauch   | BMW  |         | 2   |
| 6   | Joseph Duhem      | François Fernandez | BMW  |         | 1   |

| Coureur           | Bakkenist      | Merk    |
| ----------------- | -------------- | ------- |
| Florian Camathias | Roland Föll    | Gilera  |
| August Wolf       | Werner Zielaff | BMW     |
| Gert Selbmann     | Rolf Müller    | BMW     |
| Ludwig Hahn       | Heinz Schäfer  | BMW     |
| Otto Kölle        | Dieter Hess    | BMW     |
| Chris Vincent     | Keith Scott    | BMW     |
| Pip Harris        | Ray Campbell   | BMW     |
| Terry Vinicombe   | Gary Golder    | Triumph |
| Tony Jackson      | Peter Hartill  | BMW     |

### Top tien tussenstand zijspanklasse
| Pos | Coureur           | Bakkenist          | Merk   | Pnt |
| --- | ----------------- | ------------------ | ------ | --- |
| 1   | Max Deubel        | Emil Hörner        | BMW    | 9   |
| 1   | Chris Vincent     | Keith Scott        | BMW    | 9   |
| 3   | Georg Auerbacher  | Beno Heim          | BMW    | 8   |
| 3   | Florian Camathias | Roland Föll        | Gilera | 8   |
| 3   | Fritz Scheidegger | John Robinson      | BMW    | 8   |
| 6   | Otto Kölle        | Dieter Hess        | BMW    | 6   |
| 7   | Colin Seeley      | Wally Rawlings     | FCS    | 3   |
| 8   | Arsenius Butscher | Wolfgang Kalauch   | BMW    | 2   |
| 9   | Ludwig Hahn       | Heinz Schäfer      | BMW    | 1   |
| 9   | Joseph Duhem      | François Fernandez | BMW    | 1   |

1920 · 1921 · 1922 · 1923 · 1924 · 1925 · 1926 · 1927 · 1928 · 1929 · 1930 · 1931 · 1932 · 1933 · 1935 · 1936 · 1937 · 1938 · 1939 · 1949 · 1951 ·  1953 · 1954 · 1955 · 1958 · 1959 · 1960 · 1961 · 1962 · 1963 · 1964 · 1965 · 1966 · 1967 · 1969 · 1970 · 1972 · 1973 · 1974 · 1975 · 1976 · 1977 · 1978 · 1979 · 1980 · 1981 · 1982 · 1983 · 1984 · 1985 · 1986 · 1987 · 1988 · 1989 · 1990 · 1991 · 1992 · 1994 · 1995 · 1996 · 1997 · 1998 · 1999 · 2000 · 2001 · 2002 · 2003 · 2004 · 2005 · 2006 · 2007 · 2008 · 2009 · 2010 · 2011 · 2012 · 2013 · 2014 · 2015 · 2016 · 2017 · 2018 · 2019 · 2020 · 2021 · 2022 · 2023 · 2024 · 2025